# 源州 (后蜀)
源州，五代十国时设置的州。
后蜀建立，为孟知祥避讳，改洋州置源州，治所在兴道县（今陕西洋县）。下辖兴道县、西乡县、黄金县、真符县，作为武定军节度使的治所。辖境相当今陕西省西乡县、洋县、镇巴县、佛坪县等县地。965年，北宋灭后蜀，将源州复为洋州。